# Greg Kobe
Greg Kobe, de son vrai nom Grzegorz Ochman, est un DJ producteur polonais né le 1er mai 1981 à Kalwaria Zebrzydowska en Pologne.

## Biographie
Greg Kobe aime la musique depuis sa plus petite enfance. À l'âge de 10 ans, il prend des leçons de piano, puis à 15 ans il commence la guitare électrique. Il a aussi appris l'art de la composition. Greg a alors acheté son premier synthétiseur et a commencé à composer des pistes. Alors qu'il étudiait au collège, il était déjà membre d'un groupe rock appelé Melanz, qui était très populaire en Pologne du sud.
À l'âge de 18 ans, Greg a découvert la musique électronique, breakbeat, trance, house et a commencé à composer de la techno. À l'âge de 20 ans, il devient un producteur de musique professionnel spécialisé dans presque tous les styles de musique. Pendant le temps de ses études, il a établi ses deux premiers projets de musique avec le San Paulo et Chriss Zimmer. Le premier projet « l'Imago » était principalement composé de musiques transes. Greg et Chriss se sont présentés dans les clubs de tout le pays. Le deuxième projet, qui associe breakbeat, drumnbass, techno et electro a été appelé « Pharmacy of Sound ».
Le style de Greg Kobe est facile à reconnaître : des lignes de basse de pompage, des rythmes funky et des lignes de percussion dynamiques. Chaque morceau est très différencié, parce qu'il n'aime pas limiter ses compétences de musique à un seul style. Greg Kobe avec le San Paulo et Chriss Zimmer ouvrent leur première techno indépendante, qui s'entend en Pologne et dans le monde entier.
Il est connu aussi pour son projet « Robot needs oils » avec lequel il sort l'un de ses plus fameux tubes : Volta.